# Joondalup
Joondalup [ˈdʒuːndəlʌp]IPA je předměstí Perthu, který leží v Západní Austrálii. Toto předměstí se nachází přibližně 26 km severně od Central business district.

## Historie
Během druhé poloviny 60. let 20. století vypracoval Úřad metropolitního plánování plán koridoru pro Perth, který byl odsouhlasen a zveřejněn v roce 1970. Tento plán měl v úmyslu vytvořit pět "subregionálních" maloobchodních center (Fremantle, Joondalup, Midland, Armadale a Rockingham), která by tvořila obchodní a ekonomické zázemí každého "uzlu" a odstranila by tak maloobchodní zátěž z Cenral business districtu. Plán koridoru byl parlamentem schválen až v roce 1973.
Většina půdy v této oblasti zůstávala v 60. letech 20. století z velké části nezastavěná a Joondalup se začal stávat "městem" až koncem 80. let a počátkem 90. let 20. století, kdy byly v této oblasti postaveny domy a podniky. Joondalup je klíčovým regionálním centrem pro severní oblast Perthu.
Město je pojmenováno po jezeře Joondalup. Toto slovo pochází z jazyka Noongar a poprvé bylo zaznamenáno v roce 1837. Může znamenat buď "místo bělosti nebo lesku" nebo "místo tvora, který se může pohybovat pouze dozadu".

## Geografie
Joondalup na severu lemuje Burns Beach Road, na západě Mitchell Freeway, na jihu Eddystone a Lakeside Drive a na východě jezero Joondalup. Většina předměstí se skládá z komerčních a rezidenčních zón, i když mezi Moore Drive a Burns Beach Road poblíž vlakového nádraží Currambine podél Lakeside Drive byly postaveny malé obytné domy. Na východě a na jihu se nachází Regionální park Yellagonga a malá oblast buše v blízkosti univerzitních kampusů.

## Demografie
Při sčítání lidu v roce 2016 žilo v Joondalupu 9090 lidí. 46,4 % z nich se narodilo v Austrálii. Dalšími nejčastějšími zeměmi původu byla Anglie (15,3 %), Nový Zéland (3,8 %), Jižní Afrika (3,3 %), Skotsko (2,2 %) a Indie (2 %). 73,5 % obyvatel doma hovořila pouze anglicky. Mezi dalšími jazyky byla mandarínština, arabština a afrikánština. Nejvíce zde žilo lidí bez vyznání (34,5 %), katolíků (17,6 %) a příslušníků anglikánské církve (13,4 %).